# Flatland
Flatland (Flatland: A Romance of Many Dimensions) är en science fiction-roman från 1884 skriven av den engelske rektorn och författaren Edwin A. Abbott (1838–1926).
Flatland är en satir över det viktorianska samhället och den första science fictionroman som rör sig med begreppet dimensioner, något bland andra science fictionförfattaren Isaac Asimov påpekat. Romanen är mycket läst bland naturvetenskapligt inriktade studenter i engelskspråkiga länder. Den har filmatiserats flera gånger och inspirerat till flera uppföljare av andra författare.

## Handling

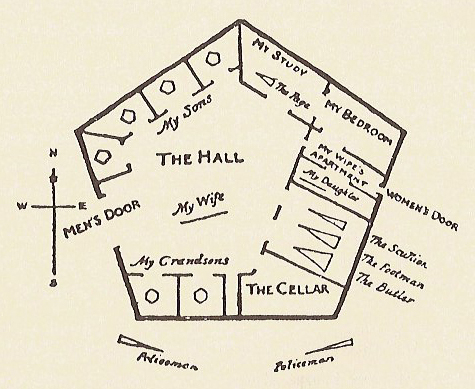
Illustration av ett enkelt hus i Flatland.

Handlingen utspelar sig i Flatland (”Plattland”), en tvådimensionell värld. Berättaren, en enkel kvadrat (lågadelns och yrkesmännens kast) förklarar livet i två dimensioner för läsaren. Kvadraten drömmer om ett besök i en endimensionell värld, Lineland (”Streckland”), och försöker förgäves övertyga Flatlands monark om dess existens. Berättaren besöks sedan av en tredimensionell sfär, en existens han inte kan begripa förrän han själv sett den tredimensionella världen Spaceland (”Rymdland”). Sfären visar sig besöka Flatland en gång vart tusende år, med syfte att hitta en apostel som kan få flatländarna att förstå och erkänna en tredimensionell värld. Spacelands innevånare vet att Flatlands ledare känner till sfärens existens, men dessa tystar alla innevånare som får kännedom om sfären. Efter att kvadraten fått veta detta får han uppleva hur de som bevittnat sfärens budskap fängslas eller avrättas. 
Efter att ha fått insikt om den tredje dimensionen försöker kvadraten få sfären att tänka sig en fjärde dimension, Hyperland, och ännu fler dimensioner, men förolämpad av såna antaganden och oförmögen att föreställa sig något sådant för sfären bryskt tillbaka kvadraten till Flatland.
Kvadraten drömmer sedan om att sfären besöker honom igen, nu för att visa honom Pointland (”Punktland”). Punkten, Pointlands enda innevånare, kung och hela universum, uppfattar alla försök att kommunicera med honom som uppkomna i hans egna tankar och går därför inte att nå.
Kvadraten inser nu likheten med Pointlands kungs oförmåga att alls förstå andra dimensioner, Flatlands innevånares oförmåga att förstå Lineland och hans egen och sfärens tidigare oförmåga att förstå andra dimensioner. Tillbaka i Flatland är det dock svårt för honom att övertyga någon om Spacelands existens och till slut fängslas han av Flatlands myndigheter.

## Social struktur iFlatland

En triangel. I Flatland utgör de den lägsta kasten och anses sakna intelligens.

I Flatland beskrivs män som månghörningar vars sociala status beror av antalet sidor de har. Trianglarna är den lägsta kasten medan prästerskapet, den högsta kasten, har former med så många sidor att de närmar sig cirkeln, den perfekta formen i Flatland. Kvinnor består bara av linjer och måste föra ett särskilt ljud samt svänga fram och tillbaka med kroppen när de går för att inte uppfattas som enbart punkter. Färger är förbjudna för att inte de lägre kasterna ska kunna framhäva sig med dem. En månghörnings barn kan dock få fler hörn än han själv och på så vis stiga i status jämfört med sina föräldrar. När bokens sfär besöker Flatland får den "övernaturliga" egenskaper som att kunna se och passera rakt igenom de tvådimensionella varelser som sfären är osynlig för.
De komplicerade sociala strukturerna i Flatland har uppfattats som en satir över klassamhället i det viktorianska England på författarens egen tid.

## Svenska utgåvor
- Abbott, Edwin A. Flatland (översättning: Sam J Lundwall, Fakta & fantasi, 1986). Ny upplaga med efterord av Peter Glas, Lund: Bakhåll. 2004. ISBN 91-7742-223-6